# Campanula involucrata
Campanula involucrata är en klockväxtart som beskrevs av Pierre Martin Remi Aucher-Eloy och A.Dc. Campanula involucrata ingår i släktet blåklockor, och familjen klockväxter. Inga underarter finns listade i Catalogue of Life.